# Thirupuvanam (Thanjavur)
Thirupuvanam es una ciudad y nagar Panchayat situada en el distrito de Thanjavur en el estado de Tamil Nadu (India). Su población es de 14989 habitantes (2011).

## Demografía
Según el censo de 2011 la población de Thirupuvanam era de 14989 habitantes, de los cuales 7466 eran hombres y 7523 eran mujeres. Thirupuvanam tiene una tasa media de alfabetización del 79,96%, inferior a la media estatal del 80,09%: la alfabetización masculina es del 86,67%, y la alfabetización femenina del 73,38%.